# Culture d'Andronovo
Subdivisions
Phase ancienne, phase moyenne, phase récente
Objets typiques
Armes de bronze
La culture d’Andronovo, ou famille des cultures d’Andronovo, est une culture archéologique de l'Âge du bronze, qui s'est étendue au cours du IIe millénaire av. J.-C. sur un très large territoire en Sibérie méridionale et au Kazakhstan, jusqu’au bassin de l’Amou-Daria au sud, et d’est en ouest entre les chaînes de l’Altaï et de l’Oural. Cet ensemble de cultures a connu trois périodes successives : la phase ancienne (XIXe – XVIe siècle av. J.-C.), la phase moyenne (XVe – XIVe siècle av. J.-C.) et la phase récente (XIIIe – IXe siècle av. J.-C.), mais datée principalement du deuxième millénaire (vers 2100-1700 à 1200-1000).
La plupart des chercheurs associent l'horizon d'Andronovo aux populations indo-européennes et en particulier aux locuteurs des premières langues indo-iraniennes, bien que celui-ci ait peut-être chevauché dans ses franges septentrionales la région du proto-ouralien.
L'ensemble des sites d'Andronovo est lié au groupe culturel du sud de la Russie dit « aux tombes de bois » (Sroubna) et ces deux ensembles sont les branches du bloc culturel indo-iranien. Les populations d'Andronovo étaient aussi les ancêtres des nomades Karassouk qui habitèrent plus tard l'Asie centrale et les steppes de Sibérie méridionale.

## Historique
Les fouilles archéologiques dans l'Oural et en Asie centrale n'étaient pas ouvertes aux chercheurs occidentaux pendant la guerre froide (jusqu'en 1991), en raison des nombreuses zones militaires parsemant la région.
Le site éponyme de cette culture, Andronovo, situé entre Perm et Oufa, près du versant occidental de l'Oural, a été découvert en 1914 (55° 53′ N, 55° 42′ E). On y a découvert dans des cimetières de kourganes des squelettes en position accroupie. Bien que les tombes centrales aient été pillées, on peut se faire une idée des dépôts funéraires qui sont en grande partie des céramiques avec quelques ornements, amulettes en canines d’animaux, bracelets en forme de gouttière…
La culture d’Alakul, découverte dans les années 1940 et 1950, à l'est près du village de Fiodorovo et à l'ouest près du lac d'Alakul au Sud de l'Oural, possède des rituels et des céramiques qui lui sont propres mais qui correspondent aussi aux aspects spécifiques des cultures d'Andronovo de l'est et de l'ouest. On y pratique majoritairement l’inhumation ; la crémation y est très rare et en dehors de l’aire habitée. Le défunt est en position repliée, couché sur le côté gauche et les mains sur le visage. Des sacrifices d’animaux sont possibles, mais comparés aux périodes précédentes les ossements sont disposés différemment et de nature différente. Ils possédaient des outils et des armes de bronze de qualité, et de formes typiques.
Un cimetière et des traces de peuplement de l’une des tribus Andronovo ont été découverts en 1984 à Lissakovsk, au Kazakhstan.

## Chronologie
La culture d'Andronovo désigne en fait un ensemble de cultures, un horizon archéologique de l'Âge du bronze, pour l'essentiel entre 1800 et 1200 av. J.-C.. Ces cultures font suite à la culture d'Afanasievo (vers 3250 - 2500 av. J.-C.). La culture de Sintachta (2100 - 1800) (qui possédait déjà des outils et des armes de bonne facture), autrefois incluse dans la culture Andronovo, en est maintenant séparée, mais fait partie de son horizon culturel. La culture du Karassouk (1500 - 800) l'a remplacée, dans la partie la plus à l'est de son espace d'expansion, jusqu'à l'Altaï, en Mongolie de l'Ouest, et sur les frontières du Xinjiang, dans les Tian Shan.
Les sous-ensembles culturels désignent aujourd'hui :
- Alakul (2000 – 1800 av. J.-C.), contemporaine et voisine (à l'est) de la famille des cultures de Sroubna (situées plus sur la face Ouest de l'Oural). La culture d'Alakul est considérée comme la composante principale de la famille Andronovo[10]
- Fiodorovo[11] (1700 – 1300 av. J.-C. ?) (découvert en 1940). Les indices de sa présence se retrouvent jusqu'au Xinjiang[9]
- Alekseïevka (1200 – 1000 av. J.-C.)[12].

Cette culture de la Sibérie méridionale, pour une part située entre le Don et le Ienisseï, a été relativement uniforme dans cette vaste zone.
La mobilité liée au pastoralisme trouve son origine dans l'aridité croissante de la région à partir de 2200 av. J.-C., qui entraine une réduction des forêts au profit des steppes, et les sites habités se retrouvent dans des zones de steppes. Le pastoralisme en découle comme adaptation à un nouveau contexte, qui n'excluait pas la perpétuation de la culture du blé et de l'orge, lesquels se sont ainsi transmis vers l'Est. L'usage du cheval, du char et des accessoires métalliques découlent de cette mobilité, avec la découverte de nouvelles ressources de métaux dans l'est de l'Oural. Cette période d'expansion est surtout le fait de la vaste culture d'Andronovo et de celle de Seima-Turbino (2100 - 2000) qui l'a précédée de peu. Elle correspond surtout à la période 2000 - 1800. Les nouvelles mines de l'est de l'Oural étant au Kazakhstan, le déplacement s'est effectué vers l'Est et des contacts ont alors eu lieu avec les habitants des oasis d'Asie centrale, du type de Tianshanbeilu (vers 2000 - 1550 av. J.-C.).

## Habitat
La culture Andronovo se composait à la fois de communautés installées dans de petits villages et de communautés plus mobiles. Ce sont de petits villages fortifiés pouvant pratiquer l'irrigation Les fortifications sont constituées de fossés, avec des berges en terre et des palissades en bois, dont une vingtaine a été découverte. Les villages d'Andronovo contiennent généralement environ deux à vingt maisons, mais des colonies contenant jusqu'à cent maisons ont été découvertes.
L'habitat était composé de grandes maisons de bois, à demi enterrées. Les maisons d'Andronovo étaient généralement construites en pin ou en bouleau et étaient généralement alignées sur les berges des rivières. Les maisons plus grandes mesurent entre 80 et 300 m2 et appartenaient probablement à des familles élargies, une caractéristique typique des premiers Indo-Iraniens.
Dans les phases anciennes, l’habitat est constitué de petits villages fortifiés. Avec le temps, ces fortifications disparaissent, l’habitat s’organise, et les villages deviennent circulaires. Les pasteurs de cette culture seraient les premiers à avoir employé une forme primitive de yourte.

## Mode de subsistance
Les porteurs de cette culture pratiquaient l’agriculture céréalière (blé et orge) et un élevage sédentaire, qui devint transhumant dans les phases récentes. Le bétail d'Andronovo comprenait des bovins, des chevaux, des moutons, des chèvres et des chameaux. Le porc domestique est notamment absent, ce qui est typique d'une économie mobile. Le pourcentage de bétail parmi les vestiges d'Andronovo est nettement plus élevé que chez leurs voisins de l'ouest de la culture Sroubna.

## Métallurgie
La métallurgie était très développée et la culture Andronovo est remarquable pour les progrès régionaux de la métallurgie. Les populations ont exploité des gisements de minerai de cuivre dans les montagnes de l'Altaï vers le XIVe siècle av. J.-C. Les objets en bronze sont nombreux et des ateliers de travail du cuivre existent. Les Andronoviens habitaient un territoire riche en minerais divers, qu’ils exportaient, notamment chez les populations proto-urbaines de Turkménie (culture de Namazga) et de Bactriane (Complexe archéologique bactro-margien). Ils pratiquaient activement la métallurgie du bronze. 
L'usage du bronze diffère par rapport aux cultures du bronze voisines, comme la culture de Sroubna : celle-ci, comme les précédentes, n'employait le bronze que pour des outils et des ornements. Les armes en bronze apparaissent dans la famille Andronovo, à côté d'ornements féminins qui sont semblables à ceux des femmes kazakhes actuelles.

## Céramique
Le mobilier archéologique des tombes est caractérisé par des poteries à fond plat. La poterie est assez élaborée aux XVe – XIIIe siècles, autour de deux styles différents, émanant de deux centres artisanaux, Alakul et Fedorovo. La céramique comportait des bols et des pots larges (en forme de pot de fleurs) à fond plat, lissée, et décorée de motifs géométriques : triangles, losanges et méandres.

## Chars
Le cheval était très répandu, et les tribus d’Andronovo étaient des spécialistes dans son élevage. Ils l’utilisaient notamment pour tracter des chars à deux roues dont on a retrouvé des exemples dans des nécropoles (ils constituent les plus anciens exemplaires de chars retrouvés). L'usage de chariots semble néanmoins décroitre avec le nombre de sacrifices de chevaux.

## Sépultures
La culture d’Andronovo est surtout connue par ses sépultures. Les morts étaient enterrés dans des nécropoles composées de kourganes (des tumulus), dont la taille varie selon l’importance du mort (jusqu’à 60 m de diamètre pour les plus massifs). Les défunts étaient en position contractée, soit dans des tombes à cistes en dalles de pierres, soit dans des enclos de bois souterrains. Les fosses les plus riches en mobilier funéraire sont le signe d'une différenciation sociale.
La culture d’Alakul pratique surtout l’inhumation alors que celle de Fedorovo privilégie la crémation. La société semble être divisée en plusieurs classes, et était dominée par des guerriers-conducteurs de chars. Les enterrements étaient accompagnés de bétail, de véhicules à roues, de plaques de joue pour chevaux, d'armes, de céramiques et d'ornements. Parmi les vestiges les plus remarquables figurent les sépultures de chars, datant d'environ 2000 av. J.-C. et peut-être plus tôt. Les chars sont trouvés avec des équipes de chevaux jumelés, et l'enterrement rituel du cheval dans un culte « tête et sabots » a également été trouvé. Certains morts d'Andronovo ont été enterrés par paires, adultes ou adultes et enfants.

## Rituels
Les pratiques religieuses sont connues par l’archéologie. On pratiquait beaucoup de sacrifices, au cours de rituels dont l’archéologie a retrouvé la trace. Le feu et l’eau semblent aussi avoir été l’objet d’un culte important. Des sanctuaires des tribus d’Andronovo ont été retrouvés, notamment à Saimaly-Tach et Tamgaly. Ils sont situés dans des régions montagneuses. De nombreux pétroglyphes ont été gravés sur la roche. Ils représentent des scènes de guerre, de chasse, mais aussi des rituels. On y a retrouvé les traces d’un culte du soleil, représenté par anthropomorphisme. Il a été identifié à Mithra, le dieu-soleil des Indo-Iraniens, particulièrement important pour les peuples des steppes.

## Génétique

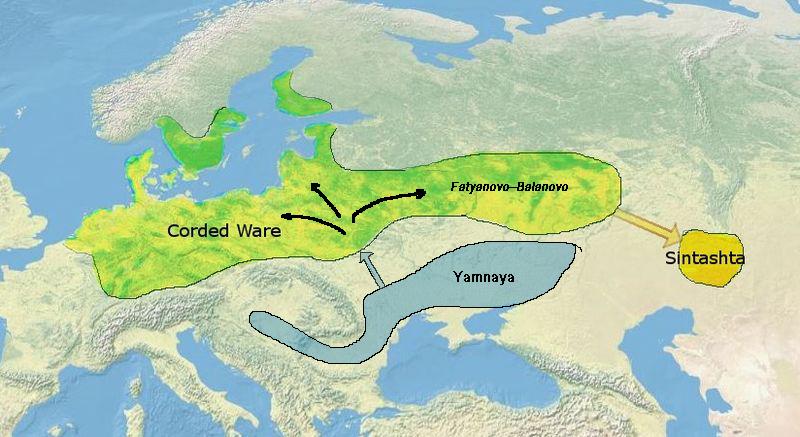
Selon Allentoft (2015), la population de la culture de Sintachta est issue d'une migration en provenance de la culture de la céramique cordée

Plusieurs échantillons d'ADN autosomal provenant des tombes de la culture d'Afanasievo ont pu être étudiés et publiés en 2015. Ils révèlent que les génomes de cette population sont remarquablement identiques à ceux de la culture Yamna, contemporaine dans la steppe européenne à plusieurs milliers de kilomètres de là. Ces échantillons ont aussi permis de déterminer que la culture d'Andronovo, plus tardive en Asie centrale et avec également de fortes caractéristiques culturelles et anthropologiques indo-européennes, a certes une population génétiquement très proche de celle de la culture d'Afanasievo, mais qu'elle n'en est pas issue. 
La culture d'Andronovo est en fait issue de la culture de Sintachta, elle-même directement issue d'une migration provenant de la culture de la céramique cordée en Europe du centre-nord, qui est une autre culture indo-européenne également issue de la culture Yamna. La culture d'Andronovo est donc le fruit d'une seconde vague de migration de l'Europe vers l'Asie centrale, indépendante de celle qui avait engendré la culture d'Afanasievo. Les haplotypes Y trouvés dans la culture d'Andronovo le confirment également puisqu'ils sont majoritairement R1a, comme ceux de la culture de la céramique cordée en Europe centrale,.

## Diffusion vers la Chine

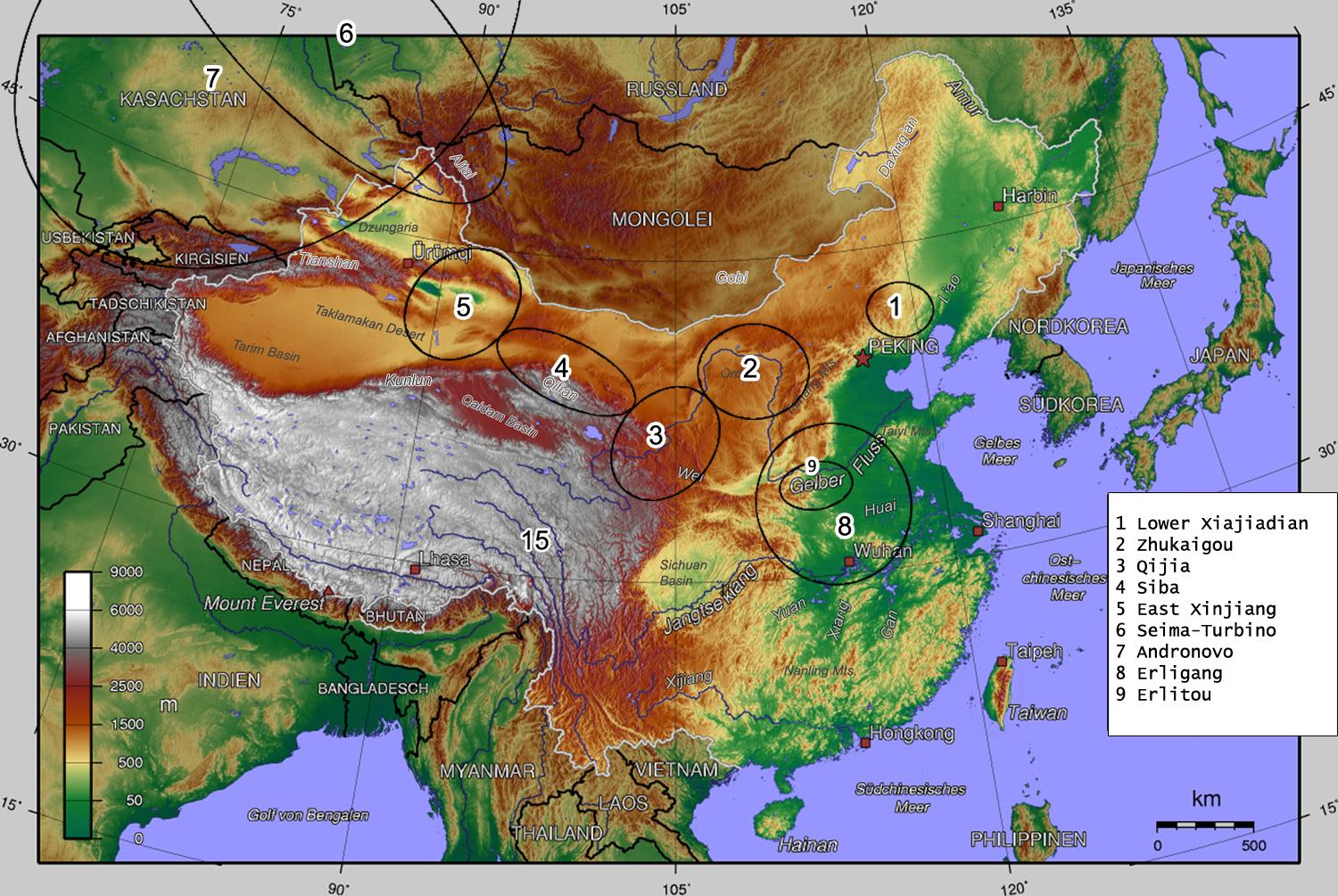
Du Néolithique à l'Âge du bronze en Chine et dans la steppe eurasienne

Selon des recherches publiées en 2012, la culture d'Andronovo, ainsi que les précédentes comme Seima-Turbino (2100 - 2000) et la culture d'Afanasievo (3250 - 2500),, devenues des cultures de pasteurs nomades, sont entrées en contact permanent avec les populations de l'Est du Xinjiang (Tianshanbeilu (2000 - 1550), et d'autres régions proches du Lob Nor ainsi que les zones du Nord-Ouest de ce qui constitue aujourd'hui la Chine, cultures de Qijia (2200 - 1600) et Siba (1900 - 1500), et dans celles de Zhukaigou (2000 - 1400) et du Xiajiadian inférieur (2000 - 1400), en Mongolie-Intérieure.
Elles y ont apporté des objets de bronze reconnaissables (des couteaux à boucle sur le manche, des parures) et certains aspects de leur technologie du bronze dans des régions qui en possédaient les minerais. Des artisans locaux ont ainsi appris à fabriquer les premiers objets de bronze trouvés en Chine, en particulier dans la culture de Qijia. Assez rapidement les sites d'Erlitou et ceux de la culture d'Erligang montrent que d'autres artisans se sont spécialisés, qu'ils ont appris à réaliser des armes dans des moules en deux parties, puis, dans des réalisations de bronze d'une technologie plus complexe, des objets de prestige liés aux rites que pratique l'élite de l'âge du bronze chinois, en particulier la dynastie Shang et qui n'ont plus de liens apparents avec la culture d'Andronovo.

## Anciennes considérations
L'origine de cette culture semblait en 2014 provenir d'un assemblage dans lequel la culture de Sintachta domine. Elle est aussi peu distincte de la culture Sroubna. La culture de Sintachta (2100 - 1800), qui possédait déjà des outils et des armes de bronze de bonne facture, autrefois incluse dans la culture Andronovo, en est maintenant séparée, mais fait partie de son horizon culturel. Le problème principal concernant cette région tient au fait que les groupes humains qui l'ont habitée alors, ont été en relation avec ceux des territoires voisins, tant vers l'ouest de l'Oural que vers l'Est, jusqu'au Xinjiang. 
Pour ce qui est de l'ouest de la steppe forestière, de l'ouest de la Sibérie, les cultures de Seima-Turbino ont légèrement précédé les cultures d'Andronovo et sont entrées en contact avec elles. Les cultures d'Andronovo (2100 - 1500) sont donc aussi associées, aux cultures de Seima-Turbino » (2100 - 1800) et appartiennent à l'ensemble de la métallurgie eurasienne dont l'origine est située dans l'ensemble métallurgique circumpontique, dont les sites Yamnaya (3300 - 1900) : bassin qui se déverse sur la mer Noire et la mer Caspienne. Les métaux d'Andronovo contenaient en général des alliages d'étain dont la production s'est appuyée sur les oxydes de cuivre du centre du Kazakhstan et les dépôts de cassitérite de l'Est du Kazakhstan et de l'Altaï. Ceci a conduit les archéologues à se référer à l'Ouest ou à l'Est de l'Oural. Par ailleurs il n'y a pas de chronologie unifiée entre les deux systèmes qui se sont construits pour l'âge du bronze, l'un à l'Ouest, européen (plus précisément balkanique et mycénien) et l'autre à l'Est (Chinois), le premier donne des dates plus anciennes que le second. Malgré tout, la trame chronologique de la province circumpontique est bien définie (3300-1900 av. J.-C.), et la limite entre le premier âge du bronze et le bronze moyen est aujourd'hui (en 2007) situable entre 2700-2600. Les problèmes de chronologie se rencontrent aussi pour ces périodes de transition entre le dernier âge du bronze et le premier âge du fer, de nombreuses cultures de ce type ayant été des producteurs et utilisateurs de bronze alors qu'elles correspondent à l'âge du fer.